# HD31592
HD31592 — хімічно пекулярна зоря спектрального класу B9, що має видиму зоряну величину в смузі V приблизно 5,8.
Вона  розташована на відстані близько 296,2 світлових років від Сонця.